# NGC 5801
NGC 5801 is een spiraalvormig sterrenstelsel in het sterrenbeeld Weegschaal. Het hemelobject werd in 1886 ontdekt door de Amerikaanse astronoom Francis Preserved Leavenworth.

## Synoniemen
- NPM1G -13.0467
- PGC 53596